# Мелано
Мелано (итал. Melano) — населённый пункт в Швейцарии, входит в состав коммуны Валь-Мара округа Лугано в кантоне Тичино.
Население составляет 1464 человека (на 31 декабря 2021).
Ранее была самостоятельной коммуной. 10 апреля 2022 года объединена с коммунами Мароджа и Ровио в новую коммуну Валь-Мара.
Вся деревня Мелано входит в Список объектов швейцарского наследия. А её церковь Делла-Мадонна-дель-Кастеллетто включена в Список объектов швейцарского культурного наследия национального и регионального значения.

## География
Деревня Мелано расположена в округе Лугано, на восточном берегу озера Лугано, у подножия горы Монте-Дженеросо.
По состоянию на 1997 год площадь общины Ароньо составляла 4,64 квадратных километра. 9,7 % этой территории использовалось в сельскохозяйственных целях, а её 76,9 % составляли леса.

## История
На территории Мелано был обнаружен некрополь римской эпохи. Современная деревня Мелано впервые упоминается в 799 году как Mellani, а в 1192 году она была отмечена как Melano. В 847 году бенедиктинскому аббатству Святого Амвросия в Милане принадлежала земля в Мелано. В Средние века итальянский город Комо контролировал гавань Мелано. Во время его войн против Милана в начале XII века порт Мелано имел важное стратегическое значение. В позднем Средневековье между Мелано и Каполаго существовала (впервые упомянутая в 1449 году) стена, которая вела к озеру Лугано от горы Монте-Дженеросо. В 1798 году Мелано входило в состав Республики Рива-Сан-Витале, просуществовавшей всего две недели (с 23 февраля по 16 марта 1798 года).
Мелано было частью прихода Рива-Сан-Витале до 1591 года, когда оно само стало независимым приходом. Приходская церковь святого Андрея была воздвигнута в XV веке, масштабно перестроенная в 1846—1850 годах и отреставрированная в 1992—1994 годах. В 1634—1637 годах был построен санктуарий Мадонны-дель-Кастеллетто на месте предыдущего святилища XIV века. Он был восстановлен в 1985—1987 годах и ysyt является одним из самых популярных мест паломничества в Тичино.
Сельское хозяйство, животноводство, лесное хозяйство и сезонные миграции уже давно являются основными источниками дохода коммуны. В 1840 году Джованни Баттиста Фольярди открыл в Мелано одну из первых шёлковых фабрик в Тичино. В начале XXI века большая часть экономики базируется на туризме.